# Liste der Monuments historiques in Saint-Léger-en-Yvelines
Die Liste der Monuments historiques in Saint-Léger-en-Yvelines führt die Monuments historiques in der französischen Gemeinde Saint-Léger-en-Yvelines auf.

## Liste der Bauwerke
| Bezeichnung                             | Beschreibung | Standort | Kennzeichnung | Schutzstatus | Datum | Bild |
| --------------------------------------- | ------------ | -------- | ------------- | ------------ | ----- | ---- |
| Glockenturm der Kirche St-Jean-Baptiste |              | (Lage)   | PA00087636    | Inscrit      | 1933  |      |
| Dolmen de la Pierre Ardoue              |              | (Lage)   | PA00087635    | Classé       | 1906  |      |

## Liste der Objekte
- Monuments historiques (Objekte) in Saint-Léger-en-Yvelines in der Base Palissy des französischen Kultusministeriums